# TV Aberta
TV Aberta é uma emissora de televisão comunitária situada na cidade brasileira de São Paulo, anteriormente denominada Canal Comunitário de São Paulo, surgindo em 1º de novembro de 1997. A OAB-SP, a Editora Vida & Trabalho e a TV Interação são as entidades fundadoras da TV Aberta, tendo como representantes Marcos da Costa, Luiz Carlos Motta e Marcel Hollender, respectivamente. 
A emissora possui uma programação variada, tendo programas musicais, esportivos, de entrevistas, variedades, agenda cultural, entre outros. Há dois programas ao vivo: "Em Cartaz", apresentado por Atilio Bari, que trata de teatro, música, concertos, exposições, shows, eventos culturais, dando destaque a programação com entrada franca; e "Direito e Globalização" apresentado por Martim Sampaio, que trata de Direitos Humanos, Relações do Trabalho, Aquecimento Global, Soberania e outros assuntos. Os outros programas da emissora são gravados, tendo como destaque Remember, programa musical eleito como o mais querido da emissora por seus telespectadores. Assistir na TV Aberta São Paulo e Grande São Paulo Canal 63.1 no Antena UHF do Conversor Digital Consulte Operadoras NET Digital Canal 9 
e Vivo TV Fibra Canal 8.
Alguns programas exibidos nesta emissora são produzidos pela VR Vídeo Produções, de propriedade de Raimundo José, entre eles: Portal do Sucesso, Programa Lucas de Alencar e Arena Sertaneja na TV.